# Haupertsreuth
Haupertsreuth ist Ortsteil des Marktes Floß im Bezirk Oberpfalz im Landkreis Neustadt an der Waldnaab.

## Geographische Lage
Das Dorf Haupertsreuth liegt ungefähr drei Kilometer südöstlich von Floß im Quellgebiet von Girnitz und Hardtbach am Westhang von Lohe, Pointen, Tannenwiesen und Steinhübel.

## Geschichte

### 13. und 14. Jahrhundert
Haupertsreuth(auch: Haertweigsried, Hartweigsreut, Hertweigsreut, Herpersreuth, Herperreuth, Herperßreut, Herpersrieth) wurde im niederbayerischen Salbuch aufgeführt.
Die Rugerinn von Haupertsreuth wurde hier zum ersten Mal genannt. Sie musste 2 mutt 1 Achtl Korn (Roggen) und 2 mutt Hafer abgeben.
Außerdem wurde ein Ulrich Fritschenhofer als Besitzer von 2 Höfen in Haupertsreuth genannt.
Dieses Salbuch stammt aus der Zeit zwischen 1269 und 1320.
In diesem Verzeichnis wurden folgende zu Floß gehörigen Ortschaften genannt:
Bergnetsreuth, Boxdorf, Diepoltsreuth, Ellenbach, Gösen, Grafenreuth, Hardt, Haupertsreuth, Kalmreuth, Niedernfloß, Oberndorf, Pauschendorf, Ritzlersreuth, Schlattein, Schönberg, Weikersmühle, Welsenhof, Würnreuth, Würzelbrunn.
Haupertsreuth wurde auch im Böhmischen Salbüchlein genannt.
Hier wurde wieder die Rugerinn (auch Rudgerin) erwähnt mit einer Steuer von 2 mutt Korn, ein Achtl Weizen und 2 mutt Hafer.
Außerdem wurde Marsch Dreswitzer als Besitzer eines Hofes genannt mit einer Steuer von 1 Schwein, 1 mutt Weizen, 1 mutt Korn, 5 mutt Hafer, 1 mutt Hopfen, 12 Käse und 60 Eier.
Das Böhmische Salbüchlein enthielt Aufzeichnungen aus der Zeit von 1366 bis 1373 für alle Ortschaften, die im oben zitierten niederbayerischen Salbuch genannt wurden und zusätzlich Plankenhammer als hamer zu Mekenhofen.

### 15. und 16. Jahrhundert
Haupertsreuth ist im Salbuch von 1416/1440 verzeichnet.
In Haupertsreuth wurden als Besitzer verzeichnet: Hannß Nörtwein, Jorg Renner, Hainrich Pommer, der zum Nachzill verpflichtet war.
Die Steuer betrug jährlich für Haupertsreuth: 2 mutt 5 Achtl Korn, 1 mutt 1 Achtl Weizen, 6 mutt 12 1/2 Achtl Hafer, 6 Achtl Gerste, 8 Käse, 60 Eier, 1/2 Napf Öl, 1 Huhn, 1 Schwein, 2 Achtl Hopfen.
Bargeld musste von den 3 Bauern zusammen zu Walburgi 1 Pfund 45 Pfennig und zu Michelstag 1 Pfund gezahlt werden.
Dieses Salbuch, mit Informationen über die zu Floß gehörenden Ortschaften stammt aus der Zeit 1416 bis 1440.
In ihm erschienen folgende zu Floß gehörende Ortschaften, wie in den beiden älteren Salbüchern:
Bergnetsreuth, Boxdorf, Diepoltsreuth, Ellenbach, Gösen, Grafenreuth, Hardt, Haupertsreuth, Niedernfloß, Oberndorf, Pauschendorf, Ritzlersreuth, Schlattein, Schönberg, Welsenhof, Würnreuth, Würzelbrunn.
Es fehlten: Kalmreuth, Plankenhammer, Weikersmühle.
Hinzu kamen: Fehrsdorf, Gailertsreuth, Konradsreuth, Meierhof, Wilkershof.
Im Jahr 1541 wurde Haupertsreuth beschrieben mit 5 Bauern.
Das Vieh bestand aus 14 Pferden, 27 Rindern, 17 Jungrindern, 13 Schweinen, 113 Schafen.
In einem Verzeichnis der Mannschaften um das Jahr 1559 wurden die folgenden zu Floß gehörigen Ortschaften aufgeführt:
Bergnetsreuth, Boxdorf, Diebersreuth, Diepoltsreuth, Ellenbach, Fehrsdorf, Gailertsreuth, Gösen, Grafenreuth, Hardt, Haupertsreuth, Höfen, Konradsreuth, Meierhof, Niedernfloß, Oberndorf, Pauschendorf, Plankenhammer, Ritzlersreuth, Schnepfenhof, Schönberg, Steinfrankenreuth, Weikersmühle, Welsenhof, Wilkershof, Würnreuth, Würzelbrunn.
Für Haupertsreuth wurden die folgenden fünf Mannschaften verzeichnet:
Erhardt Pieber, Augustin Lanng, Paulus Pockh, Michel Stahell, Hanns Peer.

### 17. und 18. Jahrhundert
Während des Dreißigjährigen Krieges zogen in den Jahren 1620 und 1621 die Mansfeldischen Soldaten durch Haupertsreuth.
Dabei raubten sie den Bauern Geld, Vieh, Getreide, Lebensmittel, Kleidung, Wäsche, Betten, kupferne Pfannen und Töpfe, Werkzeuge, Waffen usw., fischten die Weiher ab und verbrannten und zerstörten die Bauernhöfe.
Eine Schadensaufstellung für Haupertsreuth aus dem Jahr 1621 ergab einen Schaden von insgesamt 658 Gulden und 36 Kreuzer.
Im Hof der Friedrichsburg in Vohenstrauß fand 1650 die Erbhuldigung gegenüber Pfalzgraf von Pfalz-Sulzbach Christian August statt.
Haupertsreuth erschien auf der Huldigungsliste mit den 5 Hofbesitzern:
Georg Pokh, Adam Lang, Erhardt Eyßmann, Uhlrich Beer, Christoph Bieber.
Eine Beschreibung des Fürstlichen Pflegamtes Floßerbürg aus dem Jahr 1704 verzeichnete für
Haupertsreuth 5 Mannschaften, 3 Höfe, 2 Gütlein.
In einer historisch-statistischen Beschreibung des Pflegamtes Floß von 1794 wurden aufgeführt für
Haupertsreuth 3 Bauern, 2 Gütler, 1 Hirt, insgesamt 48 Einwohner.
Um 1800 hatte Haupertsreuth 9 Häuser und 69 Einwohner.

### 19. Jahrhundert bis Gegenwart
Haupertsreuth gehörte zum Steuerdistrikt und zur Ruralgemeinde Schönbrunn, die Anfang des 19. Jahrhunderts gebildet worden waren.
Zum Steuerdistrikt Schönbrunn gehörten außer Schönbrunn noch die Dörfer Hardt und Haupertsreuth und der Weiler Würzelbrunn.
Der Steuerdistrikt Schönbrunn hatte insgesamt 241 Einwohner und 34 Wohngebäude.
Die Landgemeinde Schönbrunn bestand aus den Dörfern Schönbrunn, Boxdorf, Hardt und Haupertsreuth und den Weilern Kühbach und Würzelbrunn.
Die Ortschaft Haupertsreuth hatte 1817 79 Einwohner und 10 Wohngebäude, 1861 81 Einwohner und 1961 43 Einwohner und 10 Wohngebäude.
Am 1. Januar 1972 wurde die Gemeinde Schönbrunn und damit auch Haupertsreuth in den Markt Floß eingegliedert.

## Hausnamen in Haupertsreuth
- Beierl (Bayerl): Haupertsreuth 2, die Vorfahren, die früher auf dem Hof saßen, hießen Bayerl.
- Mädl (Mad'l): Haupertsreuth 3, schon im Salbuch von 1273 wird auf diesem Hof ein Mädl erwähnt.
- Bär (Beer): Haupertsreuth, der Hof wurde lange Zeit vom Geschlecht der Bär (Beer) bewohnt.
- Stahl: Haupertsreuth 5, die Vorbesitzer bis 1868 hießen Stahl.
- Zollbauer (Zullbauer): Haupertsreuth 6, der Geburtsort eines Vorbesitzers war Zollberg.
- Gutsimer: Haupertsreuth 7, in einer Schrift von 1273 steht „Simon auf dem kleinen Gut“.
- Gougl (Gackel): Haupertsreuth, der Besitzer 1714 hieß Jakob Kunst.[18]